# Elvíra Hahnová
Elvíra Hahnová (* 14. září 1977) je česká ředitelka a politička, v letech 2018 až 2021 zastupitelka Chomutova, v letech 2020 až 2024 zastupitelka Ústeckého kraje.

## Život
Je absolventkou střední školy v Litoměřicích se zaměřením na speciální pedagogiku, poté vystudovala kriminalisticko-právní obor na Vysoké škole finanční a správní. Poté působila jako firemní poradkyně a stala se dlouhodobou pěstounkou. Do roku 2001 měla působit také v gastronomii. Poté pracovala do roku 2012 jako jednatelka společnosti. Od roku 2014 se uvádí jako zakladatelka a ředitelka obecně prospěšné společnosti, kterou založila kolem roku 2012.
Je rozvedená, vdaná byla sedm let a z manželství má dva syny. Je proto samoživitelka, děti má celkem tři a k roku 2018 pečovala o dítě s postižením.

### Politické působení
V komunálních volbách v roce 2014 kandidovala na 2. místě kandidátní listiny subjektu Otevřená radnice do zastupitelstva města Chomutova jako nominantka uskupení Hora 2014, ale nebyla zvolena, stejně dopadla i v následných opakovaných volbách konaných v lednu 2015, jejichž konání nařídil soud kvůli kupčení s hlasy. V květnu 2015 vstoupila do hnutí SPD. V krajských volbách v roce 2016 kandidovala na kandidátní listině hnutí na funkci zastupitelky Ústeckého kraje v rámci koalice SPD a SPOZ, ale nebyla zvolena. Ve sněmovních volbách v roce 2017 poté neúspěšně v Ústeckém kraji kandidovala z 5. místa kandidátní listiny SPD na funkci poslankyně PČR. V komunálních volbách v roce 2018 byla jako lídryně kandidátní listiny SPD zvolena zastupitelkou Chomutova a stala se předsedkyní kontrolního výboru, členkou školského výboru a členkou finanční komise Ústeckého kraje. V souběžných senátních volbách 2018 zároveň kandidovala do Senátu PČR v senátním obvodu č. 5 – Chomutov. Získala 5,09 % hlasů, skončila na sedmém místě a do druhého kola voleb tak nepostoupila.
V evropských volbách v roce 2019 kandidovala na 6. místě kandidátní listiny SPD, ale nebyla zvolena. Stala se však pátou náhradnicí. V krajských volbách 2020 byla zvolena krajskou zastupitelkou, když kandidovala na 5. místě kandidátní listiny SPD v Ústeckém kraji. K roku 2020 zároveň byla místopředsedkyní regionálního klubu hnutí. Po těchto volbách však členství v SPD ukončila a v roce 2021 rezignovala na mandát obecní zastupitelky.
V komunálních volbách v roce 2022 se pokusila obhájit mandát chomutovské zastupitelky jako nominantka strany DOMOV a lídryně subjektu ZA BEZPEČNÝ DOMOV, ale nebyla zvolena. V evropských volbách v roce 2024 poté neúspěšně kandidovala na 4. místě kandidátní listiny ČSSD jako členka strany na funkci poslankyně Evropského parlamentu. Téhož roku obhajovala jako lídryně kandidátní listiny zvané ČSSD – ČISTÝ KRAJ mandát krajské zastupitelky v krajských volbách, ale nebyla zvolena, neboť subjekt získal pouze 0,53 % hlasů. Paralelně opět kandidovala na funkci senátorky, opět v senátním obvodu č. 5 – Chomutov. Tentokrát získala 2,37 % hlasů a skončila na posledním sedmém místě. Ve druhém kole voleb podpořila Jaroslava Komínka z KSČM.
Ve sněmovních volbách v roce 2025 je lídryní kandidátní listiny ČSSD (Česká suverenita sociální demokracie) v Karlovarském kraji.